# Einhundert friedvolle und zornvolle Gottheiten
Einhundert friedvolle und zornvolle Gottheiten (Wyl. zhi khro rigs brgya) sind zweiundvierzig friedvolle Gottheiten und achtundfünfzig zornvolle Gottheiten. Diese Gottheiten werden in verschiedenen Praktiken und Lehrzyklen des tibetischen Buddhismus wie z. B. in der Schrift Bardo Tödrol Chenmo (Wyl. bar do thos grol chen mo), was „Die große Befreiung durch Hören in den Bardos“ bzw. „Befreiung durch Hören im Zwischenzustand“ bedeutet und als „Das tibetische Buch vom Sterben“ bekannt ist, als auch im Guhyagarbha Tantra erwähnt.

## Die zweiundvierzig friedvollen Gottheiten
Die zweiundvierzig friedvollen Gottheiten sind:

### 1 Samantabhadra
Samantabhadra (Wyl. kun tu bzang po)

### 2 Samantabadri
Samantabhadri (Wyl. kun tu bzang mo)

### 3-7 Die fünf männlichen Buddhas der fünf Buddha-Familien
Die fünf männlichen Buddhas der fünf Buddha-Familien (Skt. jinakula; Wyl. rgyal ba rigs lnga) – die fünf friedvollen Buddhas des Sambhogakaya sind:
1. Vairochana (Buddha Familie)
2. Akshobhya (Vajra Familie)
3. Ratnasambhava (Ratna Familie)
4. Amitabha (Padma Familie)
5. Amoghasiddhi (Karma Familie)

### 8-12 Die fünf weiblichen Buddhas der fünf Buddha-Familien
Die fünf weiblichen Buddhas der fünf Buddha-Familien, auch bekannt als Die fünf Mütter (Wyl. yum lnga) sind:
1. Dhatvishvari (Skt.; Tib. Ying Chukma) auch bekannt als Vajra Datvishvari oder Weiße Tara, die Gefährtin von Vairochana, welche die Reinheit des Element Raum repräsentiert.
2. Buddhalochana (Skt.; Tib. Sangyé chenma), die Gefährtin von Akshobhya, welche die Reinheit des Elements Erde repräsentiert
3. Mamaki (Skt.; Tib. Mamaki), die Gefährtin von Ratnasambhava, welche die Reinheit des Elements Wasser repräsentiert
4. Pandaravasini (Skt.; Tib. Gökarmo), die Gefährtin von Amitabha, welche die Reinheit des Elements Feuer repräsentiert
5. Samayatara (Skt.; Tib. Damtsik Drolma), auch bekannt als Grüne Tara, die Gefährtin von Amoghasiddhi, welche die Reinheit des Elements Wind repräsentiert

### 13-20 Die acht männlichen Bodhisattvas
Acht große Bodhisattvas oder 'Acht nahe Söhne' (Skt. aṣṭa utaputra; Wyl. nye ba'i sras brgyad) – die Haupt-Bodhisattvas im Gefolge von Buddha Shakyamuni sind:
1. Mañjushri
2. Avalokiteshvara
3. Vajrapani
4. Maitreya
5. Kshitigarbha
6. Akashagarbha
7. Sarvanivaranavishkambhin und
8. Samantabhadra

### 21-28 Die acht weiblichen Bodhisattvas
Die acht weiblichen Bodhisattvas (Wyl. byang chub sems ma brgyad). Sie sind die Gefährtinnen der acht großen Bodhisattvas:
1. Gottheit der Schönheit (Skt. Lāsyā; Tib. Gekpama; Wyl. sgeg pa ma), Gefährtin von Kshitigarbha
2. Gottheit der Girlanden (Skt. Mālyā; Tib. Trengwama; Wyl. phreng ba ma), Gefährtin von Akashagarbha
3. Gottheit der Musik (Skt. Gītā; Tib. Luma; Wyl. glu ma), Gefährtin von Vajrapani
4. Gottheit des Tanzes (Skt. Nirtī; Tib. Garma; Wyl. gar ma), Gefährtin von Avalokiteshvara
5. Gottheit der Blumen (Skt. Pūṣpā; Tib. Metokma Wyl. me tog ma), Gefährtin von Sarvanivaranavishkambhin
6. Gottheit des Räucherwerkes (Skt. Dhupā; Tib. Dukpöma; Wyl. bdu spos ma), Gefährtin von Maitreya
7. Gottheit des Licht (Skt. Alokā; Tib. Marmema or Nangselma; Wyl. mar me ma), Gefährtin von Samantabhadra
8. Gottheit der Düfte (Skt. Gandhā; Tib. Drichabma; Wyl. dri chab ma), Gefährtin von Mañjushri

Symbolisch repräsentieren sie den reinen Zustand der Sinnesobjekte.

### 29-34 Die sechs Munis
Die sechs Munis (Skt.; Tib. Tubpa Druk; Wyl. thub pa drug) sind Nirmanakaya Buddhas für jede Klasse von Wesen. Diese sind:
1. Indra Kaushika (Skt.; Tib. Wangpo Gyajin; Wyl. dbang po brgya byin) für den Daseinsbereich der Götter
2. Vemachitra (Skt. Vemacitra; Tib. Taksangri; Wyl. thags bzang ris) für den Daseinsbereich der Halbgötter bzw. Asuras
3. Shakyamuni (Wyl. sh’akya thub pa) für den Daseinsbereich der Menschen
4. Shravasingha oder Dhruvasiṃha (Skt.; Tib. Sengé Rabten; Wyl. seng ge rab brtan) für den Daseinsbereich der Tiere
5. Jvālamukhadeva (Skt.; Tib. Khabar Dewa; Wyl. kha ‘bar de ba) für den Daseinsbereich der Hungergeister
6. Dharmarāja (Skt.; Tib. Chökyi Gyalpo; Wyl. chos kyi rgyal po) für den Daseinsbereich der Höllen

### 35-38 Die vier männlichen Wächter
Die vier männlichen Wächter (Wyl. sgo ba yab bzhi) sind:
1. Achala, wacht am östlichen Tor (oder Vijaya, oder Mahabala?)
2. Yamantaka, wacht am südlichen Tor
3. Hayagriva, wacht am westlichen Tor
4. Amritakundali, wacht am nördlichen Tor

### 39-42 Die vier weiblichen Wächterinnen
Die vier weiblichen Wächterinnen (Wyl. sgo ma bzhi) sind:
1. Ankusha (Skt. Aṅkuśā; Wyl. lcags kyu ma or rta gdong ma), auch 'Pferdegesicht' oder 'Eisenhaken' genannt, wacht am östlichen Tor in Vereinigung mit Vijaya (oder Achala?)
2. Pasha (Skt. Pāśā; Wyl. zhags pa ma or phag gdong ma), auch 'Schneegesicht' oder 'Die Schleife' genannt, wacht am südlichen Tor in Vereinigung mit Yamantaka
3. Shrinkhala (Skt. Śriṅkhalā; Wyl. lcags sgrog ma or seng gdong ma), auch 'Löwengesicht' oder 'Eisenkette' genannt, wacht am weltlichen Tor in Vereinigung mit Hayagriva
4. Ghanta (Skt. Ghaṇtā; Wyl. dril bu ma or spyang gdong ma), auch 'Wolfgesicht' oder 'Die Glocke' genannt, wacht am nördlichen Tor in Vereinigung mit Amritakundali

Diese Gottheiten werden auch als 'Die Gottheiten der drei Sitze' beschrieben.

## Die achtundfünfzig zornvollen Gottheiten
Die achtundfünfzig zornvollen Gottheiten sind:

### 1-10 die fünf zornvollen Herukas und ihre Gefährtinnen
Die fünf zornvollen Herukas und ihre fünf Gefährtinnen – die zornvollen Aspekte der Buddhas der fünf Buddha-Familien – sind:
- Buddhaheruka und seine Gefährtin Buddhakrodhishvari;
- Vajraheruka und seine Gefährtin Vajrarodhishvari;
- Ratnaheruka und seine Gefährtin Ratnarodhishvari;
- Padmaheruka und seine Gefährtin Padmakrodhishvari und
- Karmaheruka und seine Gefährtin Karmakrodhishvari.

### 11-18 Die acht zornvollen weiblichen
Die acht zornvollen weiblichen oder acht Gaurima (Skt. gaurī; Tib. gaurima; Wyl. gau ri ma brgyad) sind:
1. Gauri (Skt. Gaurī; Wyl. ko'u ri)
2. Pukkasi (Skt. Pukkasī; Wyl. pus ka si)
3. Chaurimatrika (Skt. Caurī; Wyl. tso'u ri)
4. Ghasmari (Skt. Ghasmarī; Wyl. kas ma ri)
5. Pramoha (Skt. Pramohā; Wyl. pra mo)
6. Chandali (Skt. Caṇḍālī; Wyl. tsan dha li)
7. Vetali (Skt. Vetālī; Wyl. be'e ta li)
8. Shmashani (Skt. Śmaśānī; Wyl. sme sha ni)

### 19-26 Die acht Tramen
Die acht Tramen (Wyl. phra men brgyad; Skt. piśacī), oder acht Singhama (Wyl. sim ha brgyad) sind tierköpfige Gottheiten (tramen bedeutet 'Hybrid'). Diese sind:
1. Simhamukha (Skt. Siṃhamukhā)
2. Vyaghrimukha (Skt. Vyāghramukhā)
3. Srigalamukha (Skt. Śṛgālamukhā)
4. Shvanamukha (Skt. Śvanmukhā)
5. Gridhamukha (Skt. Gṛdhramukhā)
6. Kangkamukha (Skt. Kaṅkamukhā; Wyl. kang ka mu kha)
7. Kakamukha (Skt. Kākamukhā)
8. Ulumukha (Skt. Ulūkamukhā)

### 27-30 Die vier weiblichen Wächterinnen
Die vier weiblichen Wächterinnen (Wyl. sgo ma bzhi) sind:
1. Ankusha (Skt. Aṅkuśā; Wyl. lcags kyu ma or rta gdong ma), auch 'Pferdegesicht' oder 'Eisenhaken' genannt, wacht am östlichen Tor in Vereinigung mit Vijaya (oder Achala?)
2. Pasha (Skt. Pāśā; Wyl. zhags pa ma or phag gdong ma), auch 'Saugesicht' oder 'Die Schlinge' genannt, wacht am südlichen Tor in Vereinigung mit Yamantaka
3. Shrinkhala (Skt. Śriṅkhalā; Wyl. lcags sgrog ma or seng gdong ma), auch 'Löwengesicht' oder 'Eisenkette' genannt, wacht am westlichen Tor in Vereinigung mit Hayagriva
4. Ghanta (Skt. Ghaṇtā; Wyl. dril bu ma or spyang gdong ma), auch 'Wolfgesicht' oder 'Die Glocke' genannt, wacht am nördlichen Tor in Vereinigung mit Amritakundali

### 31-58 Die achtundzwanzig Ishvaris
Die achtundzwanzig Ishvaris (Skt. īśvarī; Tib. wangchukma nyer gyé; Wyl. dbang phyug ma nyer brgyad) bestehen aus vier Gruppen von sechs Yoginis die mit den vier erleuchteten Aktivitäten und den vier weiblichen äußeren Wächterinnen korrespondieren:
1. Die sechs Yoginis, die mit der Aktivität des Befriedens korrespondieren:
- Rakshasi (weiß)
- Brahmi
- Mahadevi
- Lobha
- Kumari
- Indrani

2. Die sechs Yoginis, die mit der Aktivität der Vermehrens korrespondieren:
- Vajra
- Shanti
- Amrita
- Chandra
- Danda
- Rakshasi (dunkelgelb)

3. Die sechs Yogis, die mit der Aktivität des Anziehens korrespondieren:
- Bhakshini
- Rati
- Mahabala
- Rakshasi (blassrot)
- Kama
- Vasuraksha

4. Die sechs Yoginis, die mit der Aktivität des Unterwerfens korrespondieren:
- Vayudevi
- Nari
- Varahi
- Nanda
- Mahahastini
- Varunadevi

5. Die fünfte Gruppe besteht aus vier weiblichen äußeren Wächterinnen.

### 59-60 Chemchok Heruka und seine Gefährtin
Die achtundfünfzig zornvollen Gottheiten werden sechzig, wenn man Chemchok Heruka (Wyl. che mchog heruka) und seine Gefährtin Krodhishvari, welche die zornvollen Aspekte von Samantabhadra und Samantabhadri sind, hinzuzählt.